# Neohahnia sylviae
Neohahnia sylviae är en spindelart som beskrevs av Cândido Firmino de Mello-Leitão 1917. 
Neohahnia sylviae ingår i släktet Neohahnia och familjen panflöjtsspindlar. Inga underarter finns listade i Catalogue of Life.